# Aleuroclava davidi
Aleuroclava davidi es un insecto hemíptero de la familia Aleyrodidae, con una subfamilia: Aleyrodinae. Fue descrita científicamente en 1982 por Qureshi.